# Binh đoàn Potomac
Binh đoàn Potomac (tiếng Anh: Army of the Potomac) là binh đoàn chủ lực của quân đội Liên bang miền Bắc tại Mặt trận miền Đông thời Nội chiến Hoa Kỳ.

## Lịch sử
Binh đoàn Potomac thành lập năm 1861 nhưng ban đầu chỉ là một quân đoàn nhỏ (Corp). Nguyên thủy binh đoàn mang tên Binh đoàn Đông Bắc Virginia do Chuẩn tướng Irvin McDowell chỉ huy. Binh đoàn này thất bại trong trận chiến đầu tiên của Nội chiến Hoa Kỳ (trận Bull Run thứ nhất). Sau đó Thiếu tướng George B. McClellan, chỉ huy Sư đoàn Potomac được cử làm tổng chỉ huy gồm cả cánh quân Đông Bắc Virginia của McDowell và cánh quân Washington của Chuẩn tướng Joseph K. Mansfield. Ngày 26 tháng 7 năm 1861, McClellan kết hợp các cánh quân Đông Bắc Virginia, Washington, Baltimore và Shenandoah thành một binh đoàn, lấy tên Binh đoàn Potomac.
Binh đoàn Potomac tham chiến phần lớn trên Mặt trận miền Đông, tại Virginia, Maryland, và Pennsylvania, và giải tán sau cuộc chiến ngày 28 tháng 6 1865.
Quân Liên minh miền Nam có một lực lượng cũng mang tên Binh đoàn Potomac do tướng P.G.T. Beauregard chỉ huy; từng đánh bại quân miền Bắc tại trận Bull Run thứ nhất. Binh đoàn này sau đó được đổi tên thành Binh đoàn Bắc Virginia và trở nên nổi tiếng khi Đại tướng Robert E. Lee chỉ huy.

## Sĩ quan chỉ huy
Binh đoàn Potomac thay đổi sĩ quan chỉ huy nhiều lần.
| Chuẩn tướng Irvin McDowell      | 27 tháng 5 – 25 tháng 7 năm 1861                                                                            |
| Thiếu tướng George B. McClellan | 26 tháng 7 năm 1861 – 9 tháng 9 năm 1862                                                                    |
| Thiếu tướng Ambrose E. Burnside | 9 tháng 9 năm 1862 – 26 tháng 1 năm 1863)                                                                   |
| Thiếu tướng Joseph Hooker       | 26 tháng 1 – 28 tháng 6 năm 1863                                                                            |
| Thiếu tướng George G. Meade     | 28 tháng 6 năm 1863 – 28 tháng 6 năm 1865                                                                   |
| Thiếu tướng John G. Parke       | Thay thế Meade khi ông vắng mặt 4 lần                                                                       |
| Trung tướng Ulysses S. Grant    | Tháng 5 1864 – Tháng 4 1865 (Tổng tư lệnh, chỉ huy trực tiếp binh đoàn, dù chính thức vẫn do Meade chỉ huy) |

## Tổ chức của binh đoàn
Các đơn vị của Binh đoàn Potomac có tổ chức không đều nhau và được thay đổi nhiều lần trong suốt thời gian tồn tại của binh đoàn.
Khi mới sáp nhập vào tháng 7 năm 1862, cánh quân Shenandoah của Thiếu tướng Nathaniel P. Banks, được tổ chức thành một Sư đoàn bộ binh (Infantry Division). Các cánh quân còn lại (gồm Sư đoàn Potomac, các cánh quân Đông Bắc Virginia, Washington và Baltimore) vẫn giữ nguyên tên gọi.
Ngày 13 tháng 3 năm 1862, Tổng thống Abraham Lincoln đã cho phiên chế các cánh quân thành 4 Quân đoàn (Corps), bao gồm Quân đoàn I (tướng McDowell chỉ huy), Quân đoàn II (tướng Edwin Vose Sumner chỉ huy), Quân đoàn III (tướng Samuel Peter Heintzelman chỉ huy) và Quân đoàn IV (tướng Erasmus Darwin Keyes chỉ huy).
Sau chiến cuộc Bán đảo (tháng 7 năm 1862), Quân đoàn 4 và một sư đoàn độc lập của Binh đoàn đã được phối thuộc vào Cánh quân Virginia. McClellan đã cho thành lập thêm 2 quân đoàn nữa, giao cho 2 sĩ quan trung thành với ông ta chỉ huy là Quân đoàn V (tướng Fitz John Porter chỉ huy) và Quân đoàn VI (tướng William Buel Franklin chỉ huy).
Tháng 8 năm 1862, Binh đoàn Virginia do Thiếu tướng John Pope thua trận Bull Run thứ nhì. Pope bị cách chức, Binh đoàn Virginia được nhập vào Binh đoàn Potomac, và được phiên chế thành các quân đoàn IX, quân đoàn XI (trước là Quân đoàn I, Binh đoàn Virginia) và quân đoàn XII (trước là Quân đoàn II, Binh đoàn Virginia).
Khi tướng Ambrose E. Burnside nắm quyền chỉ huy, ông đã tổ chức ra 3 Đại đoàn (Grand Divisions), bao gồm 2 quân đoàn trong mỗi Đại đoàn. Các đơn vị còn lại (gồm 2 quân đoàn và một số đơn vị độc lập) được tổ chức thành lực lượng trừ bị.
Khi tướng Hooker lên chỉ huy binh đoàn vào đầu năm 1863 đã giải thể biên chế Đại đoàn này. Giai đoạn sau này, chỉ có 7 quân đoàn chiến đấu tại Virginia là trực thuộc điều động trực tiếp của bộ chỉ huy binh đoàn (Quân đoàn IX được điều động theo quyền chỉ huy của tướng Ulysses S. Grant từ đầu chiến dịch Overland). Ông cũng cho thành lập thêm một Quân đoàn Kỵ binh (Cavalry Corps), kết hợp từ các toán kỵ binh nhỏ trong các đơn vị.
Vào cuối 1863, hai quân đoàn được gửi sang miền Tây. Đến tháng 3 năm 1864, 5 quân đoàn còn lại, trừ Quân đoàn Kỵ binh, được thu gọn thành 3 quân đoàn II, V, VI. Quân đoàn IX cũng được trả về cho binh đoàn. Hai sư đoàn của Quân đoàn Kỵ binh cũng được tách ra, chuyển phối thuộc ở thung lũng Shenandoah, còn lại sư đoàn 2 đặt dưới quyền chỉ huy trực tiếp của tướng Meade, chỉ huy Binh đoàn. Tổ chức này được duy trì cho đến khi Binh đoàn bị giải thể.

## Tham chiến
- Trận Bull Run thứ nhất hay Trận Manassas thứ nhất, Chỉ huy: McDowell
- Chiến dịch Bán đảo, bao gồm Chuỗi trận Bảy ngày, Chỉ huy: McClellan
- Chiến dịch Bắc Virginia, bao gồm Trận Bull Run thứ nhì (gồm 3 quân đoàn phối thuộc với Binh đoàn Virginia)
- Chiến dịch Maryland, bao gồm Trận Antietam hay trận Sharpsburg, Chỉ huy: McClellan
- Trận Fredericksburg, chỉ huy: Burnside
- Trận Chancellorsville, chỉ huy: Hooker
- Trận Gettysburg, chỉ huy: Hooker, đến 28 tháng 6 năm 1863 thì Meade thay thế
- Chiến dịch Bristoe, chỉ huy: Meade
- Chiến dịch Mine Run: Meade
- Chiến dịch Overland: Meade
- Chiến dịch Petersburg, bao gồm trận Crater: Meade
- Chiến dịch Appomattox, bao gồm sự đầu hàng của tướng Lee trong Trận Appomattox, chỉ huy: Meade